# Television
A Television amerikai, mára kultikussá vált proto-punk/punk/art punk/rockegyüttes. A zenekar nagy hatásúnak számít a punk rock és alternatív rock műfajok fejlődésében.

## Története
1973-ban alakultak meg New Yorkban. A Television gyökerei Tom Verlaine és Richard Hell barátságához vezethető vissza. Ők a Sanford School-ban találkoztak, amely a Delaware állambeli Hockessinben található. Ők ketten New Yorkba költöztek az 1970-es években.
Verlaine és Hell első csapata a Neon Boys volt, amely a következő felállással rendelkezett: Tom Verlaine - gitár, ének, Richard Hell - basszusgitár, ének, Jimmy Ficca - dob.
Pályafutásuk alatt 3 nagylemezt jelentettek meg. A legelső stúdióalbumuk, a Marquee Moon bekerült az 1001 lemez, amit hallanod kell, mielőtt meghalsz című könyvbe is.
Először 1973-tól 1978-ig működtek, majd 1991-től 1993-ig, végül 2001-től napjainkig.

## Jelenlegi tagok
- Tom Verlaine – ének, gitár, billentyűk (1973–)
- Billy Ficca – dob (1973–)
- Fred Smith – basszusgitár, ének (1975–)
- Jimmy Rip – gitár (2007–)

## Volt tagok
- Richard Lloyd – gitár, ének (1973–2007)
- Richard Hell – ének, basszusgitár (1973–1975)

## Diszkográfia
- Marquee Moon (1977)
- Adventure (1978)
- Television (1992)